# 천하무적 이평강
《천하무적 이평강》은 KBS 2TV에서 2009년 11월 9일부터 2009년 12월 29일까지 방영된 월화드라마이다. 장르는 이전에 방송된 《쾌도 홍길동》, 《쾌걸 춘향》 등과 같은 퓨전 사극에 속한다. 바보 온달과 평강공주 설화를 현대적으로 재해석하였으며, 만나기만 하면 서로 티격태격하는 평강과 온달의 이야기를 다루었다. 또한 환생한 현대와 전생으로 나누어진 2중 구조의 시나리오를 갖고 있다.
다만, 엉성한 줄거리로 혹평을 받아야 했다.

## 등장 인물

### 주요 인물
- 남상미 : 이평강 역 - 전생 평강공주. 현생 샤인로즈 객실팀 직원
- 지현우 : 우온달 역 - 전생 온달. 현생 샤인로즈의 후계자, 우평원의 아들
- 차예련 : 관자락 역 - 전생 관자락. 현생 연예인, 샤인로즈 홍보모델

### 평강의 주변 인물
- 서도영 : 에드워드 역 - 전생 이웃나라 돌궐국 왕자. 현생 투자기업 화이트스톤 아시아 총본부장
- 이덕희 : 연나부 역 - 전생 온달의 어머니. 현생 평강의 어머니
- 김환희 : 이평온 역 - 평강의 동생

### 온달의 주변 인물
- 최명길 : 제왕후 역 - 전생 평강공주의 계모. 현생 샤인로즈의 이사, 제영류의 어머니
- 길용우 : 우평원 역 - 전생 평원왕, 평강공주의 아버지. 현생 샤인로즈 대표이사, 온달의 아버지
- 김흥수 : 제영류 역 - 전생 고건무, 제왕후의 아들. 현생 샤인로즈 운영지원팀 팀장, 제왕후의 아들

### 샤인로즈 리조트 사람들
- 오욱철 : 마현태 역 - 본부장, 우평원 회장의 오른팔
- 조덕현 : 소두식 역 - 객실팀 팀장
- 연미주 : 비연 역 - 전생 평강공주의 호위무사 겸 시녀. 현생 평강의 조력자, 객실팀 직원
- 박기웅 : 조선인 역 - 전생 온달의 부하. 현생 실습생
- 안혜경 : 왕성희 역 - 전생 기생. 현생 객실팀 주임
- 신하연 : 고민희 역 - 전생 기생. 현생 객실팀 직원
- 최윤영 : 봉소희 역 - 전생 기생. 현생 객실팀 직원

### 방구리 마을 사람들
- 정은표 : 방구리 이장 역 - 전생 온달의 부하 병졸
- 최승경 : 방구리 새마을 지도자 역 - 전생 온달의 부하 병졸
- 이철민 : 춘봉 역 - 전생 온달의 부하 병졸

### 그 외
- 강수환 : 이성우 역
- 강동엽 : 한 변호사 역
- 송미진 : 여비서 역
- 김서윤 : 윤빛 역

## 제작에 관해
- 원래 <프린세스 평강>이란 제목으로 2008년 초 방영될 예정이었으나[3] 작가의 개인사정[4] 등으로 무산된 바 있다.